# Arvid Horn
Arvid Bernhard Horn af Ekebyholm (Halikko, 6 de abril de 1664-Ekebyholm, 17 de abril de 1742) fue un militar y hombre de Estado sueco, conde (friherre, greve) de la familia Horn. 
Fue secretario de Estado (Kanslipresident) durante los reinados de Carlos XII y Federico I. Siendo el principal político del comienzo de la Era de la Libertad, trató de evitar las guerras y los conflictos y fomentó la prosperidad del país.